# سوزان كينغسلي
سوزان كينغسلي (بالإنجليزية: Susan Kingsley)‏ هي ممثلة أمريكية، ولدت في 1 مارس 1946 في ميدلسبورو في الولايات المتحدة، وتوفيت في 6 فبراير 1984 في كوميرك في الولايات المتحدة. من الجوائز التي نالتها جائزة المسرح العالمي سنة 1979.

## جوائز
- جائزة المسرح العالمي (1979)

## وصلات خارجية
- سوزان كينغسلي على موقع IMDb (الإنجليزية)
- سوزان كينغسلي على موقع أول موفي (الإنجليزية)
- سوزان كينغسلي على موقع قاعدة بيانات برودواي على الإنترنت (الإنجليزية)
- سوزان كينغسلي على موقع قاعدة بيانات الأفلام السويدية (السويدية)
- سوزان كينغسلي على موقع قاعدة بيانات الفيلم (الإنجليزية)
- سوزان كينغسلي على موقع كينوبويسك (الروسية)